# Råtjärnen (Ljusdals socken, Hälsingland, 687605-148637)
Råtjärnen är en sjö i Ljusdals kommun i Hälsingland och ingår i Ljusnans huvudavrinningsområde. Sjön har en area på 0,0625 kvadratkilometer och ligger 286,2 meter över havet. Sjön avvattnas av vattendraget Sorgån.

## Delavrinningsområde
Råtjärnen ingår i det delavrinningsområde (687663-148533) som SMHI kallar för Inloppet i Stora Håversjön. Medelhöjden är 328 meter över havet och ytan är 3,57 kvadratkilometer. Det finns inga avrinningsområden uppströms utan avrinningsområdet är högsta punkten. Sorgån som avvattnar avrinningsområdet har biflödesordning 2, vilket innebär att vattnet flödar genom totalt 2 vattendrag innan det når havet efter 164 kilometer. Avrinningsområdet består mestadels av skog (95 procent). Avrinningsområdet har 0,06 kvadratkilometer vattenytor vilket ger det en sjöprocent på 1,8 procent.